# Хатайер, Хайдемари
Хайдемари Хатайер (8 апреля 1918, Филлах, Австрия — 11 мая 1990 Цолликон, Швейцария) — австрийская актриса театра и кино. В период с 1938 по 1988 год снялась в 43 кинофильмах. После войны ей было запрещено играть в кино в связи с участием в пропагандистских фильмах нацистской Германии. Тем не менее она играла на сцене в Германии, Швейцарии и Вене. С 1949 года ей было вновь разрешено играть в кино и на телевидении. Актриса была дважды замужем, от первого брака у неё было две дочери. Похоронена на кладбище в Цюрихе рядом со вторым мужем, писателем и журналистом Куртом Риссом.

## Избранная фильмография
| Год  |   | Русское название               | Оригинальное название           | Роль      |
| ---- | - | ------------------------------ | ------------------------------- | --------- |
| 1941 | ф | «Я обвиняю»                    | Ich klage an!                   |           |
| 1951 | ф | Доктор Холл                    | Dr. Holl                        |           |
| 1952 | ф | Желания                        | Desires                         |           |
| 1954 | ф | Зауербрух — Это была моя жизнь | Sauerbruch – Das war mein Leben |           |
| 1955 | ф | Крысы                          | Die Ratten                      | Анна Джон |